# Episodi di Hawaii Squadra Cinque Zero (nona stagione)
La nona stagione della serie televisiva Hawaii Squadra Cinque Zero venne trasmessa in prima visione negli Stati Uniti da CBS dal 30 settembre 1976 al 5 maggio 1977.
| nº | Titolo originale                   | Titolo italiano                  | Prima TV USA      | Prima TV Italia |
| -- | ---------------------------------- | -------------------------------- | ----------------- | --------------- |
| 1  | Nine Dragons                       | Nove Dragoni                     | 30 settembre 1976 |                 |
| 2  | Assault on the Palace              | Assalto al palazzo               | 7 ottobre 1976    |                 |
| 3  | Oldest Profession... Latest Price  | Il mestiere più antico del mondo | 14 ottobre 1976   |                 |
| 4  | Man on Fire                        | Cinque cadaveri per McGarrett    | 21 ottobre 1976   |                 |
| 5  | Tour de Force... Killer Aboard     | Killer a bordo                   | 28 ottobre 1976   |                 |
| 6  | The Last of the Great Paperhangers | L'ultimo grande falsificatore    | 4 novembre 1976   |                 |
| 7  | Heads, You're Dead                 | Pirati                           | 11 novembre 1976  |                 |
| 8  | Let Death Do Us Part               | Finché morte non ci separi       | 18 novembre 1976  |                 |
| 9  | Double Exposure                    | Doppio gioco                     | 2 dicembre 1976   |                 |
| 10 | Yes, My Deadly Daughter            | Sì, mia figlia letale            | 16 dicembre 1976  |                 |
| 11 | Target... A Cop                    | Nel mirino                       | 23 dicembre 1976  |                 |
| 12 | The Bells Toll at Noon             | Le campane suonano a mezzogiorno | 6 gennaio 1977    |                 |
| 13 | Man in a Steel Frame               | Trappola d'acciaio               | 13 gennaio 1977   |                 |
| 14 | Ready... Aim...                    | Carico d'armi                    | 20 gennaio 1977   |                 |
| 15 | Elegy in a Rain Forest             | Il fuggitivo                     | 27 gennaio 1977   |                 |
| 16 | Dealer's Choice... Blackmail       | Unica scelta: ricatto!           | 3 febbraio 1977   |                 |
| 17 | A Capitol Crime                    | Un gesto disperato               | 17 febbraio 1977  |                 |
| 18 | To Die in Paradise                 | Morire in paradiso               | 24 febbraio 1977  |                 |
| 19 | Blood Money Is Hard to Wash        | Una questione personale          | 3 marzo 1977      |                 |
| 20 | To Kill a Mind                     | Attentato alla memoria           | 17 marzo 1977     |                 |
| 21 | Requiem for a Saddle Bronc Rider   | Requiem per un cowboy            | 24 marzo 1977     |                 |
| 22 | See How She Runs                   | Fuga dal passato                 | 31 marzo 1977     |                 |
| 23 | Practical Jokes Can Kill You       | Scherzi pericolosi               | 5 maggio 1977     |                 |